# КрАЗ-6233
КрАЗ-6233 (англ. KrAZ-6233) — сімейство українських вантажних автомобілів з колісною формулою 6х6 або 6х4 капотного компонування, що виробляються на Кременчуцькому автомобільному заводі. Призначені для монтування різноманітних надбудов.

## Модифікації
- КрАЗ-6322М6 — сортиментовоз з колісною формулою 6х6 вантажопідйомністю 16,5-18 тонн.
- КрАЗ-6230С4 — самоскид з колісною формулою 6х4 вантажопідйомністю 18 тонн.
- КрАЗ-6233Р4 — автобетонозмішувач на шасі КрАЗ-65053-020-02 з колісною формулою 6х4 вантажопідйомністю 14,7 тонн.
- КрАЗ-6233Р6 — автобетонозмішувач на шасі КрАЗ-63221-02 з колісною формулою 6х6 вантажопідйомністю 15 тонн.